# Prenanthes tanakae
Prenanthes tanakae là một loài thực vật có hoa trong họ Cúc. Loài này được (Franch. & Sav. ex Koidz.) Koidz. miêu tả khoa học đầu tiên năm 1930.